# Rudolf Klieber

Rudolf Klieber, vor 1939

Curt Arno Rudolf Klieber (* 6. September 1900 in Naußlitz bei Dresden; † 25. April 1980 in Holzminden) war ein deutscher Politiker (NSDAP).

## Leben und Wirken
Rudolf Klieber war der Sohn des Gutsverwalters Karl Friedrich Hermann Klieber.
Nach dem Besuch der Volksschule und der Mittelschule wurde Rudolf Klieber an einem Seminar für Landwirte in Schweidnitz ausgebildet. Anschließend verdiente er seinen Lebensunterhalt als landwirtschaftlicher Beamter. Ab 1918 nahm er kurzzeitig am Ersten Weltkrieg teil. Später lebte er als Landwirt in Liegnitz.
Klieber, der zum 14. Februar 1927 der NSDAP beigetreten war (Mitgliedsnummer 56.388), war seit Januar 1931 hauptamtlich für die Partei tätig, unter anderem als Kreisleiter. Nach der „Machtergreifung“ der Nationalsozialisten fungierte Klieber unter anderem als Ratsherr in Liegnitz und als Beauftragter der Partei für die Stadt und den Landkreis Liegnitz.
Klieber kandidierte auf dem Wahlvorschlag für die NSDAP auf Platznummer 654 bei der Wahl zum Deutschen Reichstag am 12. November 1933, zog aber zunächst nicht in den nationalsozialistischen Reichstag ein.
Im Juli 1934 zog Klieber im Nachrückverfahren für den bei der Röhm-Affäre am 30. Juni 1934 erschossenen Emil Sembach als Abgeordneter in den nationalsozialistischen Reichstag ein, dem er bis zum Ende der NS-Diktatur im Frühjahr 1945 als Vertreter des Wahlkreises 8 (Liegnitz) angehörte.